# 五味川纯平
五味川纯平（日语：／，1916年3月15日—1995年3月8日），日本小说家。本名栗田茂（くりた しげる）。

## 生平
1916年，五味川纯平出生于关东州（今中华人民共和国辽宁省大连市）的一个日本商人家庭内。曾就读于东京商科大学（现一桥大学），但仅一年便中途退学。1936年进入东京外国语学校（现东京外国语大学）英文专业，因参加“唯物论研究小组”被捕，在拘留所度过了两个月。1940年毕业后进入满洲鞍山的昭和制钢所工作。1943年被征入伍，辗转于满洲东部各地。1945年8月苏军进攻满洲时，所属部队受到苏军部队的攻击，几近全军覆没，五味川侥幸生存下来，但被苏军俘虏。
1948年被遣送回国后，五味川以自己的从军经历为基础，于1955年发表《作人的条件》（日語：人間の條件）。该书成为畅销书籍，销量超过1,300万册，五味川纯平一跃成为人气作家。此后，他又出版了《战争和人间》（日語：戦争と人間）、《御前会议》、《诺门罕》（日語：ノモンハン）、《瓜达尔卡纳尔岛》（日語：ガダルカナル）等多部战争文学作品。《作人的条件》和《战争和人间》后来被拍成了电影。被影像化的作品还有1962年发表的《孤独的赌注》（孤独の賭け）等以战后复兴时期为舞台的作品。
1978年荣获第26届菊池宽奖。
1995年因脑梗塞去世。